# Raheem Kassam
Raheem Kassam (nacido el 1 de agosto de 1986) es un político británico. Se desempeñó como consejero jefe del exlíder del Partido de la Independencia del Reino Unido (UKIP) Nigel Farage a pesar de su origen musulmán. Fue redactor jefe de Breitbart News London hasta mayo de 2018.

## Biografía
Kassam nació en Acton, un barrio en el municipio de Ealing, en el oeste de Londres, hijo de padres tanzanos y de etnia guyaratí provenientes de la India. Fue criado en la secta liberal ismailí, una rama del islam chií, pero en 2016 declaró que no había practicado el islam por más de una década. Se educó en el Bishopshalt School, en Uxbridge, y en el St Helen's College, en Hillingdon. Luego estudió política y relaciones internacionales en la Universidad de Westminster.
Él y James Delingpole establecieron la edición londinense del periódico digital conservador estadounidense Breitbart News.
Se incorporó al Instituto de Ciencias Sociales, Económicas y Políticas, fundado por Marion Maréchal y Thibaut Monnier, en Lyon, Francia.

## Carrera política
Kassam fue miembro ejecutivo de Conservative Future, movimiento juvenil del Partido Conservador. En una entrevista en 2011, el ex musulmán nombró como sus ídolos a Michael Gove, Margaret Thatcher y Barry Goldwater, y dijo que admiraba los mercados libres de Estados Unidos.
A fines de 2013, Kassam se convirtió en votante del UKIP, uniéndose al partido al año siguiente y convirtiéndose pronto en consultor senior de Nigel Farage.
Luego de la renuncia de Diane James como líder del UKIP en octubre de 2016, el indio se animó a postular para el liderazgo del partido, pero luego de varias polémicas machistas, suspendió su campaña el 31 de octubre de 2016.